# STS-74
STS-74 var en flygning i det amerikanska rymdfärjeprogrammet, den femtonde flygningen med rymdfärjan Atlantis. Den sköts upp från LC-39A vid Kennedy Space Center den 12 november 1995 och dockade med rymdstationen Mir den 15 november 1995. Den lämnade rymdstationen den 18 november 1995, återinträdde i jordens atmosfär och landade på Runway 33 vid Kennedy Space Center den 20 november 1995.

## Dockning
Under flygningen genomfördes den andra dockningen mellan en rymdfärja och rymdstationen Mir. Atlantis hade med sig en ny modul till stationen. Modulens huvudsyfte var att agera dockningsmodul, den kopplades till den yttre porten på Kristallmodulen. Detta gjorde att rymdfärjor kunde docka med stationen utan att man behövde flytta Kristallmodulen från sin ordinarie plats.